# Richtlinie 2009/24/EG über den Rechtsschutz von Computerprogrammen
Die Richtlinie 2009/24/EG (Computerprogramm-Richtlinie), regelt den Schutz von Computerprogrammen und die damit  verbundenen erheblichen Aufwendungen menschlicher, technischer und finanzieller Art und Investitionen  und stärkt und erweitert damit in allen Unionsmitgliedstaaten sowie den EWR-Mitgliedstaaten den Rechtsschutz von Computerprogrammen.
Sie kodifiziert und ersetzt die geänderte Richtlinie 91/250/EWG (Computerprogramm-Richtlinie).

## Zweck der Richtlinie
Bereits durch die Vorgänger-RL 91/250/EWG sollte ein einheitlicher Rechtsrahmen in der Europäischen Wirtschafts-Gemeinschaft (EWG, nunmehr Europäische Union) geschaffen werden. Die Vorgänger-Richtlinie 91/250/EWG bildete bereits einen weiteren gesetzgeberischen Harmonisierungsschritt im Rahmen der EWG und im Hinblick auf ein einheitliches europäisches Urheberrecht sowie der damit verwandten Schutzrechte. Durch die RL 2009/24/EG wurde dieser Schutz erweitert und zudem auf den Europäischen Wirtschaftsraum ausgedehnt.
Alle EU-Urheberschutz-Richtlinien dienen grundsätzlich dem Schutz der Urheber und dem Abbau von Handelshemmnissen und Wettbewerbsverzerrungen in Bezug auf das Urheberrecht, der damit verwandten Schutzrechte und den freien Austausch von Wissen und Innovation im europäischen Binnenmarkt. In Bezug auf die Vorgänger-RL 91/250/EWG kam als weiterer Grund noch hinzu, dass bereits Ende der 1980er-Jahre erkannt wurde, dass die Computertechnologie für die industrielle Entwicklung der Gemeinschaft eine Schlüsseltechnologie sein wird.

## Gegenstand des Schutzes der Richtlinie
Gegenstand des Schutzes der Richtlinie 2009/24/EG bzw. der Vorgänger-RL 91/250/EWG sind gemäß Artikel 1 Abs. 1 Computerprogramme, welche urheberrechtlich als literarische Werke im Sinne der Berner Übereinkunft zum Schutze von Werken der Literatur und der Kunst geschützt werden. Im Sinne dieser Richtlinie umfasst der Begriff „Computerprogramm“ auch das Entwurfsmaterial zu ihrer Vorbereitung.

## Rechtsgrundlage
Der Erlass der Richtlinie 2009/24/EG wurde auf insbesondere auf Artikel 95 EGV (nunmehr Artikel 114 AEUV (Verfahrensbestimmung)) gestützt.

## Aufbau der Richtlinie 2009/24/EG
Die Richtlinie 2009/24/EG folgt vom Aufbau in den Überschriften von Artikel 1 bis inkl. 7 der Vorgänger-RL 91/250/EWG. Die Bestimmungen zur Schutzdauer in Artikel 8 der RL 91/250/EWG wurden in der RL 2009/24/EG nicht übernommen, da die Schutzdauer des Urheberrechts und verwandter Schutzrechte bereits durch die Richtlinie 2006/116/EG unionsweit harmonisiert wurde und dies auch bereits für die Vorgänger-RL 91/250/EWG galt.
- Artikel 1 (Gegenstand des Schutzes)
- Artikel 2 (Urheberschaft am Programm)
- Artikel 3 (Schutzberechtigte)
- Artikel 4 (Zustimmungsbedürftige Handlungen)
- Artikel 5 (Ausnahmen von den zustimmungsbedürftigen Handlungen)
- Artikel 6 (Dekompilierung)
- Artikel 7 (Besondere Schutzmaßnahmen)
- Artikel 8 (Weitere Anwendung anderer Rechtsvorschriften)
- Artikel 9 (Mitteilung)
- Artikel 10 (Aufhebung)
- Artikel 11 (Inkrafttreten)
- Artikel 12 (Adressaten)
- ANHANG I
  - TEIL A (Aufgehobene Richtlinie mit ihrer Änderung)
  - TEIL B (Fristen für die Umsetzung in innerstaatliches Recht)
- ANHANG II (Entsprechungstabelle)

## Ausgewählte Bestimmungen der RL 2009/24/EG

### Urheberschaft am Programm
An diesen Bestimmungen hat sich durch die Kodifikation der RL 91/250/EWG in der RL 2009/24/EG nichts geändert:
Gemäß Artikel 2 Abs. 1 der RL 2009/24/EG ist Urheber eines Computerprogramms die natürliche Person, die Gruppe natürlicher Personen, die das Programm geschaffen hat, oder, soweit nach den Rechtsvorschriften der Mitgliedstaaten zulässig, die juristische Person, die nach diesen Rechtsvorschriften als Rechtsinhaber gilt. Soweit kollektive Werke durch die Rechtsvorschriften eines Mitgliedstaats anerkannt sind, gilt die Person als Urheber, die nach den Rechtsvorschriften des Mitgliedstaats als Person angesehen wird, die das Werk geschaffen hat.
Wird ein Computerprogramm von einem Arbeitnehmer in Wahrnehmung seiner Aufgaben oder nach den Anweisungen seines Arbeitgebers geschaffen, so ist ausschließlich der Arbeitgeber zur Ausübung aller wirtschaftlichen Rechte an dem so geschaffenen Programm berechtigt, sofern keine andere vertragliche Vereinbarung getroffen wird (Artikel 2 Abs. 3 RL 2009/24/EG).

### Schutzberechtigte
Art 3 der RL 2009/24/EG stimmt wörtlich mit der Vorgänger-RL 91/250/EWG überein:
Schutzberechtigt sind alle natürlichen und juristischen Personen gemäß dem für Werke der Literatur geltenden innerstaatlichen Urheberrecht.

### Schutzdauer
Artikel 8 der RL 91/250/EWG über die Schutzdauer wurde aufgehoben und ist in der RL 2009/24/EG nicht mehr enthalten. Die Schutzdauer, gemäß Vorgänger-RL 91/250/EWG umfasst die Lebenszeit des Urhebers und 50 Jahre nach seinem Tod bzw. nach dem Tod des letzten noch lebenden Urhebers; für anonym oder pseudonym veröffentlichte Computerprogramme oder für Computerprogramme, als deren Urheber in Übereinstimmung mit Artikel 2 Absatz 1 aufgrund der einzelstaatlichen Rechtsvorschriften eine juristische Person anzusehen ist, endet die Schutzdauer 50 Jahre, nachdem das Programm erstmals erlaubterweise der Öffentlichkeit zugänglich gemacht worden ist. Die Dauer des Schutzes beginnt am 1. Januar des Jahres, das auf die vorgenannten Ereignisse folgt. Die Schutzdauer beträgt nun einheitlich 70 Jahre nach dem Tod des Urhebers (siehe hierzu nun die Richtlinie 2006/116/EG über die Schutzdauer des Urheberrechts und verwandter Schutzrechte).

### Rückwirkung
Die Bestimmungen der Richtlinie 2009/24/EWG finden nach Artikel 1 Abs. 4 unbeschadet etwaiger vor dem 1. Januar 1993 getroffener Vereinbarungen und erworbener Rechte auch auf vor diesem Zeitpunkt geschaffene Programme Anwendung (in der RL 91/250/EWG gleichlautend Artikel 9 Abs. 2).

## Außerkrafttreten
Die Richtlinie 91/250/EWG ist mit der Erlassung der Richtlinie 2009/24/EG „unbeschadet der Verpflichtungen der Mitgliedstaaten hinsichtlich der in Anhang I Teil B genannten Fristen für die Umsetzung der dort genannten Richtlinien“ außer Kraft gesetzt worden (Artikel 10 der RL 2009/24/EG und Anhang I).